# Першин, Андрей Евгеньевич
Першин Андрей Евгеньевич (род. 4 февраля 1957 года, Москва) — российский журналист, специалист в области PR и рекламы.

## Биография
Выпускник факультета журналистики МГУ. В 1979 году окончил с отличием международное отделение.
С 1985 по 1990 год сотрудник ТАСС, в том числе на протяжении почти шести лет был корреспондентом ТАСС в Польше.
С 1991 по 1997 год работал в информационном агентстве «Интерфакс», в том числе директором отдела оперативной политической информации.
С 1997 по 1998 год — пресс-секретарь первого заместителя председателя правительства России Б. Е. Немцова.
С 1999 по 2008 возглавлял службы по PR и рекламы Министерства путей сообщения России, нефтяной компании «Славнефть», входящей в структуру ОАО «Газпром» компании «Межрегионгаз», группы «Гута».
В 1994 году Указом Президента России награждён Орденом «За личное мужество» за исполнение служебного долга в условиях, связанных с риском для жизни. В качестве корреспондента агентства «Интерфакс» 3 — 4 октября 1993 года в ходе трагических событий в Москве по радиотелефону передавал репортажи из резиденции Верховного Совета РСФСР на Краснопресненской набережной, в том числе во время штурма здания частями регулярной армии и спецназа.
В 2008 году как руководитель творческого коллектива отмечен дипломом Национальной премии по развитию общественных связей «Серебряный лучник» за вывод на девелоперский рынок Москвы проекта «Золотой остров».
В 2009 году в издательстве «Спорт и культура» выпустил в свет повесть «Без наркоза».
C 2011 по 2020 год — заместитель генерального директора «Российской газеты».